# Alberta Highway 10
Der Alberta Highway 10 befindet sich im südlichen Alberta, nordwestlich von Calgary. Er beginnt in Drumheller und durchquert die sogenannten Badlands, er endet nach 22 km in East Coulee.

## Verlauf
Der Beginn des Highways ist in Drumheller. Das erste Teilstück ist vierspurig ausgeführt, es beginnt am Knoten mit Highway 9. Die ersten acht Kilometer bis Rosedale verlaufen gemeinsam mit Highway 56, der dann nach Süden abzweigt. Der Highway verläuft entlang des Red Deer Rivers und überquert diesen dann östlich von Rosedale. Die Route führt durch East Coulee und endet östlich dessen Ortsgrenze. Der Highway teilt sich dort in die zwei sekundären Highways 564 und 570 auf.

## Sehenswertes

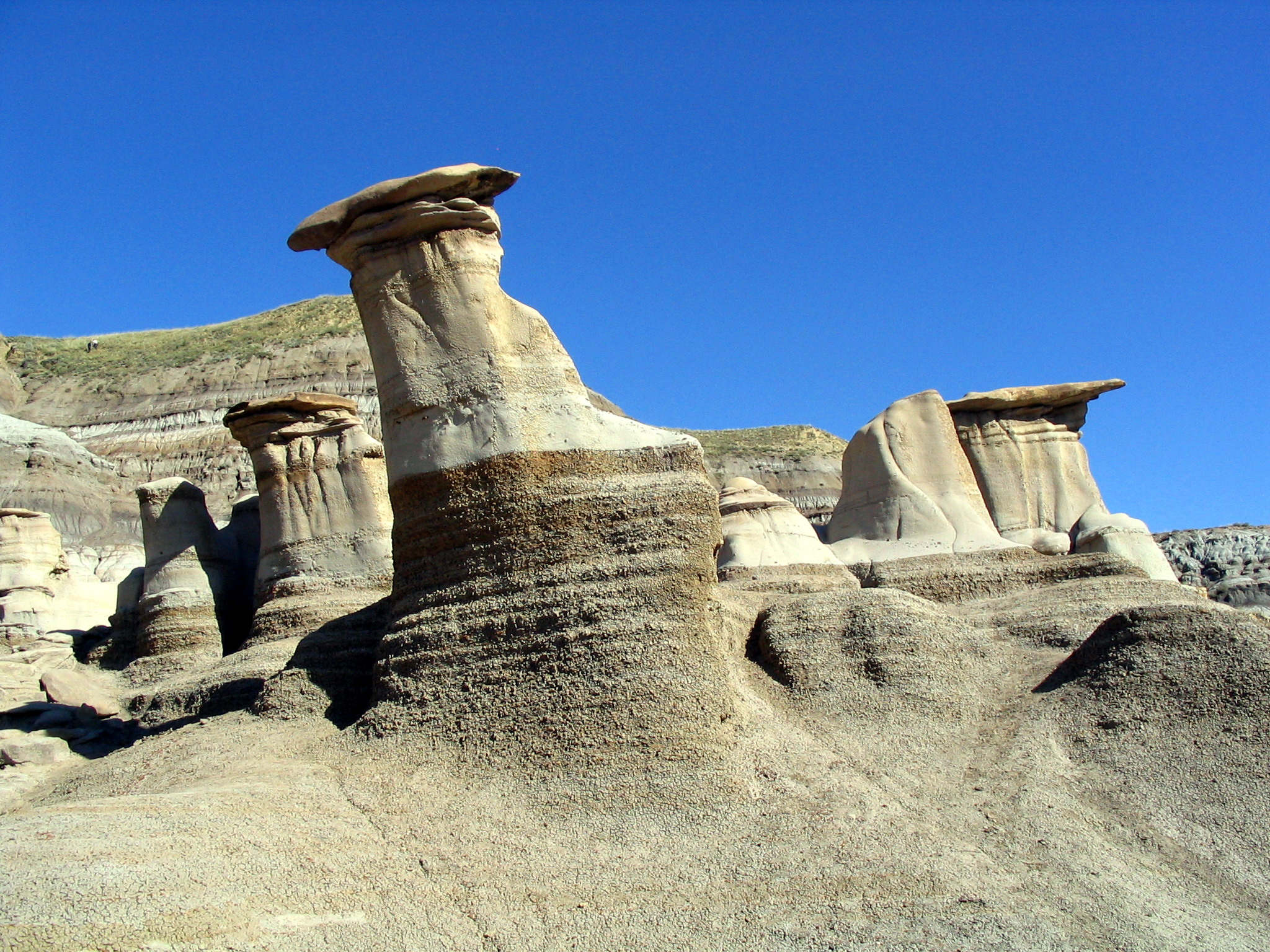
Hoodoos bei Drumheller

Der Highway verläuft durch die Badlands, eine geographisch interessante Landschaft. Die dort auftretenden Hoodoos gaben der Route ihren Beinamen.